# Erkki Lindén
Urho Erik Felix Lindén, detto Erkki (Helsinki, 9 febbraio 1921 – 10 marzo 1942), è stato un cestista finlandese.

## Carriera
Con la Finlandia ha disputato i Campionati europei del 1939.
Pilota di Fokker nello Squadrone 14 durante la Guerra di continuazione, morì in Carelia in un volo di ricognizione, quando il suo aereo venne abbattuto sulla sponda orientale del lago Tungut.